# Bebensee
Bebensee là một đô thị ở huyện Segeberg, bang Schleswig-Holstein, Đức. Đô thị Bebensee có diện tích 6,68 km², dân số thời điểm ngày 31 tháng 12 năm 2006 là 591 người.